# Асеманијево јеванђеље
Асеманијево јеванђеље (лат. Codex Assemanius) је старословенски рукопис на  глагољици из 10. века.
Рукопис је израђен на пергаменту и има 158 страна. Садржи Јеванђеља за суботу и недељу са белешкама о хришћанским празницима. Украшено је бројним минијатурама и иницијалима у боји.
Пронађен је 1736. године у Јерусалиму. Назив је добио по њеном проналазачу — директору  Ватиканске библиотеке, Џозефу Асеманиију.
Оригинал рукописа се чува у Ватиканској библиотеци.